# Sphenomorphus lineopunctulatus
Sphenomorphus lineopunctulatus — вид сцинкоподібних ящірок родини сцинкових (Scincidae). Ендемік Індокитаю.

## Поширення і екологія
Sphenomorphus lineopunctulatus мешкають на кордоні Таїланду, Лаосу і Камбоджі. Вони живуть в тропічних лісах.